# Dūrak Qanbarī
Dūrak Qanbarī (persiska: دورَكِ قَنبَر, Dūrak Qanbar, دورک قنبری) är en ort i Iran.   Den ligger i provinsen Chahar Mahal och Bakhtiari, i den centrala delen av landet, 400 km söder om huvudstaden Teheran. Dūrak Qanbarī ligger 1 508 meter över havet och antalet invånare är 807.
Terrängen runt Dūrak Qanbarī är bergig åt nordväst, men åt sydost är den kuperad. Runt Dūrak Qanbarī är det ganska glesbefolkat, med 26 invånare per kvadratkilometer. Närmaste större samhälle är Dehdez, 13,9 km väster om Dūrak Qanbarī. Omgivningarna runt Dūrak Qanbarī är i huvudsak ett öppet busklandskap.